# Mielegiany (gmina)
Mielegiany (1919 alt. Mielegjany) – dawna gmina wiejska istniejąca do 1939 roku na obszarze Ziemi Wileńskiej/woj. wileńskiego (obecnie na Litwie). Siedzibą gminy były Mielegiany (ob. Melegiany; lit. Mielagėnai).
Początkowo gmina należała do powiatu święciańskiego w guberni wileńskiej. 7 czerwca 1919 weszła w skład utworzonego pod Zarządem Cywilnym Ziem Wschodnich okręgu wileńskiego, przejętego 9 września 1920 przez Tymczasowy Zarząd Terenów Przyfrontowych i Etapowych. W związku z powstaniem Litwy Środkowej 9 października 1920 gmina wraz z główną częścią powiatu święciańskiego znalazła się w jej strukturach. 13 kwietnia 1922 roku gmina weszła w skład objętej władzą polską Ziemi Wileńskiej, przekształconej 20 stycznia 1926 roku w województwo wileńskie.
11 kwietnia 1929 roku do gminy Mielegjany przyłączono części obszaru gmin  Hoduciszki i (zniesionej) Zabłociszki, natomiast część obszaru gminy Mielegjany włączono do gmin Hoduciszki i Twerecz. Po wojnie obszar gminy Mielegiany wszedł w struktury administracyjne Związku Radzieckiego.